# معادل بشکه نفت

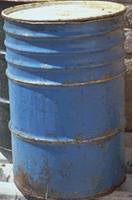
یک بشکه (۱۵۸٫۹۸۷۳ لیتر) نفت خام

معادل بشکه نفت (به اختصار: BOE) (به انگلیسی: barrel of oil equivalent) یک یکای انرژی است که بر مبنای مقدار تقریبی انرژی حاصل از سوختن یک بشکه (۱۵۸٫۹۸۷۳ لیتر) نفت خام اندازه‌گیری می‌شود.
سرویس درآمد داخلی امریکا یک «معادل بشکه نفت» را برابر با ۵٫۸ × ۱۰۶ BTU تعریف می‌کند.
بسته به نوع نفت خام، میزان گرمازایی متفاوت است و مقدار دقیق آن توافقی است.
۵٫۸ × ۱۰۶ BTU برابر با  ۶٫۱۱۷۸۶۳۲ × ۱۰۹ ژول، و حدود ۶٫۱ GJ ‏(HHV)، یا ۱٫۷ مگاوات ساعت است.